# Wishmaster World Tour
Wishmaster World Tour став першим світовим туром фінської симфо-метал групи Nightwish, який відбувся з 15 травня 2000 року по 15 вересня 2001 року в підтримку третього студійного альбому групи Wishmaster. Не зважаючи на те, що тур був дуже успішним сили та нерви гурту були на межі, що призвело до того, що в 2001 році після закінчення туру, групу мусив залишити Самі Вянскя через розбіжності з Туомасом Холопайненом. Тур налічував 97 концертів в 20-ти країнах світу.
Концертний альбом Nightwish From Wishes to Eternity був записаний 29 грудня в цьому турі, під час останнього концерту в 2000 році, в Тампере, Фінляндія. Диск вийшов в 2001 році, на ньому є повне шоу та деякі доповнення, документальні сцени з повсякденного життя групи під час туру.
Група вже грала в європейських країнах в 1999 році, але в цьому турі Nightwish дебютували в Швеції, Франції, Угорщині, Чехії, Росії та Південній Кореї. Nightwish також вперше грали в Південній Америці, а також зробили два спеціальних шоу у Монреалі, Канада.

## Учасники
- Туомас Холопайнен — клавішні
- Тар'я Турунен — вокал
- Емппу Вуорінен — гітара
- Юкка Невалайнен — ударні
- Самі Вянскя — бас-гітара
- Тапіо Вільска — чоловічий вокал
- Тоні Какко — чоловічий вокал

## Сет-лист
На відміну від Oceanborn Europe Tour пісні з попереднього альбому виконувались дуже часто. З пісень альбому Oceanborn, які виконувались в турі Oceanborn Europe Tour тільки Stargazers та Devil and the Deep Dark Ocean не були виконані під час Wishmaster World Tour. Найвідоміші на той час пісні, такі як, She Is My Sin, The Kinslayer, Wishmaster, Deep Silent Complete, Sacrament of Wilderness, The Pharoah Sails to Orion, Walking in the Air, Sleeping Sun і пізніше Over the Hills and Far Away виконувались на всіх концертах цього туру. Іншими піснями, які виконувались на концертах були Come Cover Me, Wanderlust, Dead Boy's Poem, Fantasmic, Gethsemane, Passion and the Opera, Swanheart, Elvenpath, Beauty and the Beast і пізніше 10th Man Down. Єдина пісня, яка виконувалась не регулярно була Know Why the Nightingale Sings, вона взагалі зникає з сет-листа групи в наступному турі. Це був останній тур для Wanderlust, Fantasmic, Gethsemane, Passion and the Opera та Swanheart, оскільки потрібно було звільнити місце для пісень з нового альбому Century Child. На середині концерту виконувалась композиція Ганса Циммера Deep Blue See, для того щоб Тар'я змогла зробити перерву та відпочити.
- Crimson Tide (intro)
- She's My Sin
- The Kinslayer
- Come Cover Me
- Wanderlust
- Wishmaster
- Deep Silent Complete
- Dead Boy's Poem
- Fantasmic
- Deep Blue Sea (Тревор Рабін кавер)
- Gethsemane
- Sacrament of Wilderness
- Passion and the Opera
- Swanheart
- Pharao Sails to Orion (feat. Тапіо Вільска)
- Walking in the Air (Говард Блейк кавер)
- Sleeping Sun
- Elvenpath
- Beauty and the Beast
- Know Why the Nightngale Sings
- Over the Hills and Far Away (тільки в 2001)
- 10ht Man Down (тільки в 2001)
- Conquest of Paradise (outro)

## Дати туру

### 2000
| Дата       | Місце проведення        | Місто              | Країна     | Статус |
| 11.05.2000 | Biepop                  | Восселаар          | Бельгія    |        |
| 20.05.2000 | Ice Hall                | Кітеє              | Фінляндія  |        |
| 24.05.2000 | Woodoo Night Club       | Оулу               | Фінляндія  |        |
| 25.05.2000 | Clone                   | Куопіо             | Фінляндія  |        |
| 26.05.2000 | ZicZac                  | Міккелі            | Фінляндія  |        |
| 27.05.2000 | Onnenpäivät             | Іматра             | Фінляндія  |        |
| 31.05.2000 | Nosturi                 | Гельсінкі          | Фінляндія  |        |
| 01.06.2000 | Rubin2000               | Коувола            | Фінляндія  |        |
| 02.06.2000 | Pakkahuone              | Тампере            | Фінляндія  |        |
| 03.06.2000 | Hiekkaranta             | Віррат             | Фінляндія  |        |
| 12.06.2000 | Wave-Gotik-Treffen      | Лейпциг            | Німеччина  |        |
| 22.06.2000 | Nummirock               | Нурміярві          | Фінляндія  |        |
| 23.06.2000 | Laulurinne/Eastpop 2000 | Йоенсуу            | Фінляндія  |        |
| 24.06.2000 | Himos Festival          | Ямся               | Фінляндія  |        |
| 01.07.2000 | Ruisrock                | Турку              | Фінляндія  |        |
| 07.07.2000 | Tuska Open Air          | Гельсінкі          | Фінляндія  |        |
| 08.07.2000 | Kirkastusjuhlat         | Аітоо              | Фінляндія  |        |
| 09.07.2000 | Ilosaarirock            | Йоенсуу            | Фінляндія  |        |
| 14.07.2000 | Studio 1250             | Куритиба           | Бразилія   |        |
| 15.07.2000 | Tom Brazil              | Сан-Паулу          | Бразилія   |        |
| 16.07.2000 | Opiniao                 | Порту-Алегрі       | Бразилія   |        |
| 19.07.2000 | Teatro Providencia      | Сантьяго           | Чилі       |        |
| 21.07.2000 | Acatraz auditorium      | Буенос-Айрес       | Аргентина  |        |
| 22.06.2000 | Acatraz club            | Буенос-Айрес       | Аргентина  |        |
| 25.07.2000 | Café Dali               | Панама             | Панама     |        |
| 28.07.2000 | Roxy                    | Гвадалахара        | Мексика    |        |
| 29.07.2000 | Salon Ideal             | Мехіко             | Мексика    |        |
| 30.07.2000 | Salon Arena             | Морелія            | Мексика    |        |
| 05.08.2000 | Wacken Open Air         | Ваккен             | Німеччина  |        |
| 06.08.2000 | Biepop                  | Восселаар          | Бельгія    |        |
| 01.09.2000 | Tullikamari             | Тампере            | Фінляндія  |        |
| 02.09.2000 | Tuiskula                | Нівала             | Фінляндія  |        |
| 08.09.2000 | Aquarius                | Уусікаупункі       | Фінляндія  |        |
| 09.09.2000 | Halkosaari              | Лаппаярві          | Фінляндія  |        |
| 15.09.2000 | Tavastia                | Гельсінкі          | Фінляндія  |        |
| 16.09.2000 | Kasino                  | Каугайокі          | Фінляндія  |        |
| 22.09.2000 | Lutakko                 | Ювяскюля           | Фінляндія  |        |
| 23.09.2000 | Akateeminen Startti     | Куопіо             | Фінляндія  |        |
| 05.10.2000 | Markthalle              | Гамбург            | Німеччина  |        |
| 06.10.2000 | Tivoli                  | Бремен             | Німеччина  |        |
| 07.10.2000 | Kerck                   | Герфорд            | Німеччина  |        |
| 09.10.2000 | Zeche                   | Бохум              | Німеччина  |        |
| 10.10.2000 | Batschkapp              | Франкфурт на Майні | Німеччина  |        |
| 11.10.2000 | Rockfabrik              | Людвігсбург        | Німеччина  |        |
| 12.10.2000 | Film premiere           | Берлін             | Німеччина  |        |
| 13.10.2000 | Hellraiser              | Енгельсдорф        | Німеччина  |        |
| 14.10.2000 | Kallewerk               | Бад-Зальцунген     | Німеччина  |        |
| 16.10.2000 | La Laiterie             | Страсбург          | Франція    |        |
| 17.10.2000 | La Splendid             | Лілль              | Франція    |        |
| 18.10.2000 | Elysee Montmartre       | Париж              | Франція    |        |
| 20.10.2000 | Rail Theatre            | Ліон               | Франція    |        |
| 21.10.2000 | Jas de Rod              | Марсель            | Франція    |        |
| 22.10.2000 | Mephisto                | Барселона          | Іспанія    |        |
| 24.10.2000 | Z7                      | Праттельн          | Швейцарія  |        |
| 25.10.2000 | Orpheum                 | Грац               | Австрія    |        |
| 26.10.2000 | Planet Music            | Відень             | Австрія    |        |
| 28.10.2000 | Alter Slachthof         | Вельс              | Австрія    |        |
| 29.10.2000 | E-Klub                  | Будапешт           | Угорщина   |        |
| 31.10.2000 | Razzle Drazzle          | Берлін             | Німеччина  |        |
| 01.11.2000 | Palac Akropolis         | Прага              | Чехія      |        |
| 03.11.2000 | Zum Löwen               | Еберсбрунн         | Німеччина  |        |
| 04.11.2000 | Zeppelinhalle           | Кауфбойрен         | Німеччина  |        |
| 05.11.2000 | Biepop                  | Восселаар          | Бельгія    |        |
| 07.11.2000 | Melkweg                 | Амстердам          | Нідерланди |        |
| 08.11.2000 | FBZ                     | Брауншвейг         | Німеччина  |        |
| 09.11.2000 | Live Musik Hall         | Кельн              | Німеччина  |        |
| 25.11.2000 | Medley                  | Монреаль           | Канада     |        |
| 26.11.2000 | Medley                  | Монреаль           | Канада     |        |
| 29.12.2000 | Pakkahuone              | Тампере            | Фінляндія  |        |

### 2001
| Дата       | Місце проведення       | Місто            | Країна           | Статус |
| 27.01.2001 | Halluporo Rock         | Леві             | Фінляндія        |        |
| 02.02.2001 | Hotel Iisoppi          | Нокіа            | Фінляндія        |        |
| 03.02.2001 | Nuorisoseuran talo     | Евіярві          | Фінляндія        |        |
| 05.02.2001 | GOOM-risteily          | Турку, Стокгольм | Фінляндія Швеція |        |
| 07.02.2001 | Feenix                 | Турку            | Фінляндія        |        |
| 08.02.2001 | Tavastia               | Гельсінкі        | Фінляндія        |        |
| 14.06.2001 | Lutakko                | Ювяскюля         | Фінляндія        |        |
| 16.06.2001 | Provinssirock          | Сейняйокі        | Фінляндія        |        |
| 21.06.2001 | Midnight Party Planet  | Коувола          | Фінляндія        |        |
| 22.06.2001 | Nummirock              | Нурміярві        | Фінляндія        |        |
| 22.06.2001 | Himos Festival         | Ямся             | Фінляндія        |        |
| 23.06.2001 | Rantarock              | Вааса            | Фінляндія        |        |
| 07.07.2001 | Ruisrock               | Турку            | Фінляндія        |        |
| 08.07.2001 | Kirkastusjuhlat        | Аітоо            | Фінляндія        |        |
| 12.07.2001 | Tammerfest             | Тампере          | Фінляндія        |        |
| 21.07.2001 | KoriaRoll              | Коріа            | Фінляндія        |        |
| 04.08.2001 | Wacken Open Air        | Ваккен           | Німеччина        |        |
| 05.08.2001 | Z7                     | Праттельн        | Швейцарія        |        |
| 06.08.2001 | Planet Music           | Відень           | Австрія          |        |
| 07.08.2001 | Sziget Festival        | Будапешт         | Угорщина         |        |
| 11.08.2001 | Pusan Rock Festival    | Пусан            | Південна Корея   |        |
| 24.08.2001 | Gorbunova Culture Club | Москва           | Росія            |        |
| 25.08.2001 | LDM                    | Санкт-Петербург  | Росія            |        |
| 01.09.2001 | Can You Festival       | Гельсінкі        | Фінляндія        |        |
| 06.09.2001 | Feenix                 | Турку            | Фінляндія        |        |
| 07.09.2001 | Pakkahuone             | Тампере          | Фінляндія        |        |
| 08.09.2001 | Aulava                 | Алавус           | Фінляндія        |        |
| 13.09.2001 | Puijonsarvi            | Куопіо           | Фінляндія        |        |
| 14.09.2001 | Huvitörmä              | Йоенсуу          | Фінляндія        |        |
| 15.09.2001 | Tuiskula               | Нівала           | Фінляндія        |        |